# Étang de Balbonne
L'étang de Balbonne ou étang de Valbonne est un lac naturel de montagne, situé dans le massif des Pyrénées françaises dans le département de l'Ariège, à 1 861 mètres d’altitude. Il se situe dans le terroir du Donezan.

## Géographie

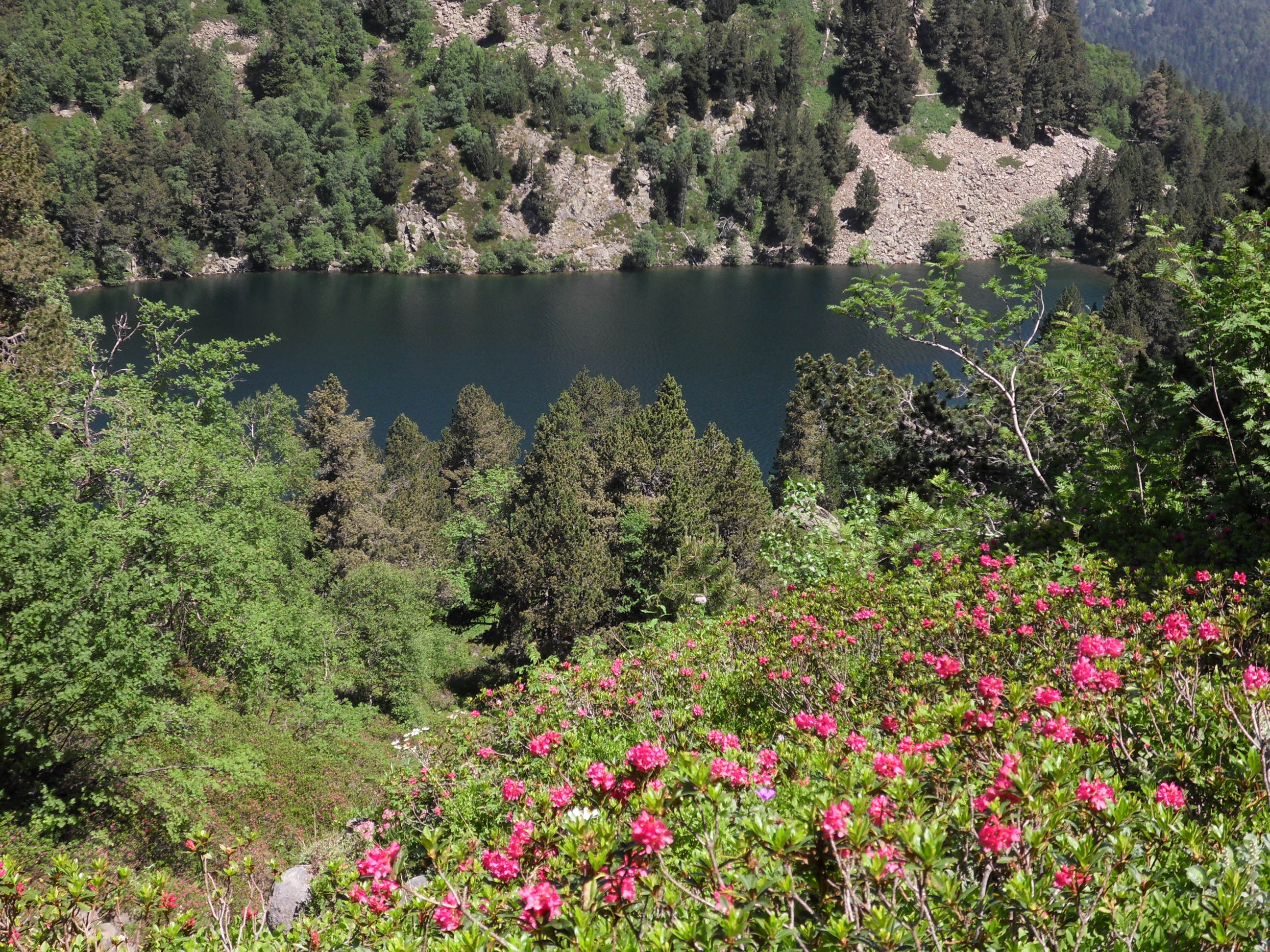

### Topographie
L'étang de Balbonne est niché dans une montagne couverte de forêts au pied de falaises granitiques, à proximité du sentier de grande randonnée  GR7B. À proximité immédiate de l'étang, en aval, se dissimule l'étang Petit, et en amont se trouve l'étang de la Musique.

## Faune
D’une superficie d’environ 2,7 hectares, il est très assez profond et on y observe des truites fario et vairons.

## Voie d’accès et randonnées
Accès : Le départ de la randonnée pédestre se fait depuis le lieu dit « La Restanque » situé sur la piste forestière de la Bruyante au sud-ouest de Mijanès, en direction du col de Pailhères. Il faut compter une heure de marche pour parcourir les 350 mètres de dénivelée et l'atteindre.